# Typhlops lumbricalis
Typhlops lumbricalis là một loài rắn trong họ Typhlopidae. Loài này được Linnaeus mô tả khoa học đầu tiên năm 1758.